# Shirley Meredeen
Shirley L. Meredeen (nascida Lewis, em 10 de junho de 1930 - falecida em 30 de novembro de 2022) foi uma jornalista e ativista britânica. Ela foi um dos membros fundadores do Growing Old Disgracefully.

## Biografia
Shirley Lewis nasceu em Newington Green, norte de Londres, na Inglaterra, em 10 de junho de 1930. Seus pais vieram da Rússia para o Reino Unido em 1900 como judeus refugiados. Ela deixou a escola aos 17 anos e trabalhou no News Chronicle em Fleet Street como secretária. Ela fez as páginas femininas em jornais do país e tornou-se repórter-chefe. Ela se formou aos 41 anos, trabalhou como conselheira estudantil e escreveu livros.
Depois que Shirley se aposentou, ela e Madeleine Levius fundaram a filial Growing Old Disgracefully na Inglaterra. O grupo britânico publicou vários livros com histórias de vida e conhecimentos sobre o envelhecimento.

## Vida pessoal
Em 1951, Shirley Lewis casou-se com Sander Meredeen, gerente de treinamento na indústria de ferro e aço, Mais tarde, ele se tornou gerente de pessoal da Ford Motor Company (depois de ter trabalhado como professor universitário e ourives). O casal viveu em Lincolnshire, no País de Gales, e em Essex.
Eles tiveram dois filhos, Bruce e Clive, e quatro netos, Rachel, Jessica, Ben e Elena.
Eles se divorciaram em 1978.

## Reconhecimento
Em 2013, Shirley Meredeen foi homenageada pela BBC na lista das 100 MulheresWomen mais inspiradora do mundo.

## Falecimento
Shirley Meredeen morreu em 30 de novembro de 2022, aos 92 anos.